# Absolutism (filosofi)
Absolutism är en filosofisk lära som hävdar något absolut (absoluta eller objektiva sanningar, absoluta värden) om det absoluta. Begreppet används inom kunskapsfilosofi (absoluta sanningar) och moralfilosofi.
Motsatsen är relativism.
Frågan om det absoluta är en av de mest omstridda, och många (metafysiska, spekulativa) riktningar antar en absolut verklighet som åtkomlig för vår kunskap, medan andra åter (agnostiska, positivistiska och relativistiska) antingen förnekar en sådan kunskap eller avvisar t. o. m. själva tanken om ett absolut.
Bland de förra fann Spinoza det absoluta i "substansen", Fichte i "jaget", Schelling i enheten av subjekt och objekt och den moderna värdefilosofin i vissa evigt gällande "värden". Bland de senare hävdade Spencer det absolutas ovetbarhet, medan Nietzsche och andra menade sig radikalt kunna stryka det som filosofiskt och vetenskapligt begrepp.
Drag av absolutismen går också att återfinna inom politiken. Där den hävdar att staten är absolut, Hobbes hävdade att staten inte hade några skyldigheter att ta hänsyn till friheten hos sina medborgare. Den kan enligt Hobbes stifta vilka lagar den vill. Ett exempel på en filosofi som särskilt hävdar absoluta värdens existens är objektivismen.